# Суровцев, Юрий Иванович
Юрий Иванович Суровцев (17 января 1931, Москва — 20 ноября 2001, там же) — советский журналист и писатель.

## Биография
Родился в 1931 году в Москве. Член КПСС с 1961 года.
С 1953 года — на хозяйственной, общественной и политической работе. В 1953—2001 годах — критик, литературный сотрудник, заместитель главного редактора «Литературной газеты», в МГУ, заместитель главного редактора журнала «ДН», в Институте истории искусств, главный редактор журнала «Литературное обозрение», аспирант АОН при ЦК КПСС, «рабочий» секретарь правления СП СССР, первый секретарь Союза писателей Москвы.
Член СЖ СССР (1959), СП СССР (1964). Избирался членом правлений СП РСФСР (с 1985) и СП СССР, правления Всесоюзного общества «Знание» (1968-80).
Умер в Москве в 2001 году. Похоронен в колумбарии Донского кладбища (колумбарий 21, секция 5).

## Награды
- Орден Дружбы (11 октября 2001 года) — за многолетнюю плодотворную деятельность в области культуры и искусства, большой вклад в укрепление дружбы и сотрудничества между народами[2].
- Орден Октябрьской Революции.
- Орден Трудового Красного Знамени.
- Орден «Знак Почёта».